# Le Vent sombre (film)
Pour plus de détails, voir Fiche technique et Distribution.
Le Vent sombre (titre original en anglais The Dark Wind) est un film américain d'Errol Morris sorti en 1991.
C'est l'adaptation du roman policier Le Vent sombre (The Dark Wind) de Tony Hillerman paru en 1982.

## Fiche technique
- Titre : Le Vent sombre
- Titre original : The Dark Wind
- Réalisation : Errol Morris
- Scénario : Neal Jimenez et Eric Bergren d'après Tony Hillerman
- Musique : Michel Colombier
- Pays d'origine : États-Unis
- Format : Couleurs - 35 mm - 1,66:1 - Dolby
- Genre : drame
- Durée : 111 minutes
- Date de sortie : 1991

## Distribution
- Lou Diamond Phillips : Jim Chee
- Fred Ward : Joe Leaphorn
- Gary Farmer : Albert Dashee
- Michelle Thrush : Shirley Topaha